# Качан Володимир Андрійович
Володимир Андрійович Качан (18 травня 1947 , Уссурійськ, Приморський край  — 7 травня 2021 , Москва ) — радянський і російський актор, музикант, письменник. Народний артист Російської Федерації (2004).

## Біографія
Народився 18 травня 1947 року у Ворошилові (нині Уссурійськ), проживав у Москві. Навчався в Ризькій середній школі № 10, роком старше Михайла Задорнова.
Після закінчення школи декілька разів вступав до Щукінського училища. Але лише в 1965 році вступив на курс Віри Львової. Вперше «зрізався» на етюдах і повернувся до Риги, де вступив до Латвійського державного університету на філологічний факультет. Через багато років це знайшло відображення в його прозі. Але довго не навчався — надійшов під час додаткового набору до Щукінського. Разом з ним до училища були прийняті Ніна Русланова та Олександр Кайдановський. Іногороднього Качана поселили в гуртожиток, в ту ж кімнату, де вже жили Леонід Філатов та Борис Галкін. Тому цілком природно, що саме в цей період в співавторстві з Філатовим були написані перші шлягери: пісні «Оранжевый кот», «Ленка», «Дневник прапорщика Смирнова» та багато інших.
Після навчання в Щукінському потрапив до трупи Московського ТЮГу, де зіграв ролі Зуріко в спектаклі «Я, бабуся, Іліко та Іларіон» і Д'Артаньяна в «Трьох мушкетерах». У той же період його запросив до свого естрадного оркестру Леонід Утьосов. Протягом семи років поєднував роботу в театрі і оркестрі. У 1980 році на запрошення Анатолія Ефроса перейшов в московський Театр на Малій Бронній, де зіграв головну роль у виставі «Літо і дим».
Останні роки Володимир Качан був провідним артистом театру « Школа сучасної п'єси». У 2009 році прийняв запрошення Кирила Серебреннікова взяти участь у виставі «Околоноля» за романом Натана Дубовицького. Писав музику, книги і знімався в кіно.
Пісні писав з 1965 року. Багато написано на вірші його товариша Леоніда Філатова, інші — на вірші Юрія Ряшенцева, Олексія Дідурова, Юрія Левітанського, Олександра Вулиха та інших поетів.
Помер 7 травня 2021 року на 74-му році життя в Москві від наслідків коронавірусної інфекції. Прощання пройшло 12 травня 2021 року в Московському театрі «Школа сучасної п'єси». Похований на Троєкуровському кладовищі.

## Родина
- Батько — Андрій Пилипович Качан (1910 — ?), уродженець села Стайки (Ушацький район, Вітебська область), учасник німецько-радянської війни, підполковник юстиції, кавалер двох орденів Червоної Зірки (1943, 1955)[8] .
- Мати — Галина Володимирівна Смирнова (1920 — ?), домогосподарка.
- Дружина — Людмила Михайлівна Гарніца (нар. 1948), актриса і театральний діяч.
  - Син Гліб (нар. 1978) — музикант, актор, спортсмен (займається артфехтуванням).

## Ролі в театрі

### Московський театр юного глядача
- 1971 — «Я, бабуся, Іліко та Іларіон», реж. Г. Лордкіпанідзе — Зуріко
- 1974 — «Три мушкетери», реж. О. Товстоногов — Д'Артаньян

### Московський Театр на Малій Бронній
- 1980 — «Літо і дим», реж. А. Ефрос — Джон
- 1980 — «Дорога», реж. А. Ефрос — Чичиков
- 1981 — "А все-таки вона крутиться! ", реж. Л. Дуров — Директор школи
- 1982 — «Три сестри», реж. А. Ефрос — Прозоров

### Театр імені Станіславського
- 1984 — «Експромт-фантазія», реж. А. Товстоногов — Ігнатій Петрович

### Московський театр «Школа сучасної п'єси»
1. 1992 — «А чой-то ти у фраку», реж. І. Райхельгауз —  Чубуков
2. 1993 — «З приводу обіцяного масла…», реж. Г. Тулес —  Король
3. 1994 — «Без дзеркал», реж. І. Райхельгауз —  Павло Павлович
4. 1996 — «Місіс Лев», реж. Б. А. Морозов —  Чертков
5. 1999 — «Чайка» (А. П. Чехов), реж. І. Райхельгауз —  Тригорин
6. 2000 — «Провокація», реж. С. Юрський —  Черговий, Фьод Фьодич
7. 2001 — «Чайка» (Б. Акунін), реж. І. Райхельгауз —  Тригорін
8. 2002 — «Місто», реж. І. Райхельгауз —  Батько
9. 2004 — «Чайка. Справжня оперетка», реж. І. Райхельгауз —  Тригорін
10. 2006 — «Своїми словами», реж. І. Райхельгауз —  Володя, соліст
11. 2007 — «Нізвідки з любов'ю», реж. М. Козаков, В. Качан
12. 2009 — «Дім», реж. І. Райхельгауз

### Московський театр-студія під керівництвом Олега Табакова
- 2010 — «Околоноля», реж. К. Серебренніков

## Фільмографія
1. 1971 — Путіна —  музикант ВІА
2. 1971 — Телеграма —  хлопець з гітарою
3. 1976 — Додумався, вітаю! —  попутник, виконавець пісні «Дорожня»
4. 1978 — Коли я стану велетнем —  Коля, шофер таксі, зять Джульєтти Ашотівна
5. 1979 — Петровка, 38 —  Гаврилов, залицяльник до Надії
6. 1979 — Канікули Кроша —  спортивний коментатор на матчі з боксу
7. 1981 — Всім — спасибі! —  Борис
8. 1983 — Співучасники —  Д'яков
9. 1986 — Таємниця Снігової королеви —  Кропива
10. 1987 — Забави молодих —  Монастирський, завуч
11. 1987 — Будинок із привидами —  директор школи
12. 1989 — Процес —  адвокат Сидорин
13. 1990 — Невстановлена особа —  Горохов, аферист
14. 1993 — Троцький —  Марк Зборовський
15. 1996 — Несуть мене коні... —  майор Кацуба
16. 1998 — Сибірський спас —  князь
17. 2000 — Заздрість богів —  режисер ТБ
18. 2003 — Бідна Настя —  Бенкендорф
19. 2003 — Спадкоємець —  глава адміністрації
20. 2003 — Дарую тобі життя —  головлікар
21. 2005 — Час збирати каміння —  замполіт
22. 2005 — Диверсанти —  полковник ГРУ
23. 2006 — Лікарська таємниця —  Олександр
24. 2006 — Чарівність зла —  Ігнатій Рейсс
25. 2006 — А Ви йому хто? —  співак
26. 2007 — Три дні в Одесі —  Миша-Віртуоз
27. 2007 — Офіцери —  Сергєєв
28. 2007 — Капкан —  головний редактор
29. 2007 — Нізвідки з любов'ю, або Веселі похорони —  Фіма, доктор
30. 2008 — Мій осінній блюз —  Григорій
31. Випуску 2008 — Час радості —  Флемінський
32. 2010 — Назад в СРСР —  Сталкер
33. 2010 — Втеча —  Каратаєв
34. 2011 — Фарфорове весілля —  Петро Петрович, головний лікар
35. 2011 — Товариші поліцейські (30-та серія «Говори зі мною!») —  Тимур Якимович Юнусов, директор школи для слабочуючих
36. 2012 — Друге повстання Спартака —  Сергій Никифорович Круглов, міністр внутрішніх справ СРСР
37. 2013 — Думай як жінка —  Макаров
38. 2014 — Безсоння —  Павло Андрійович Кравченко, VIP-учасник
39. 2014 — Територія —  Робикін
40. 2015 — Саша добрий, Саша злий —  Олексій Павлович Лукін, лікар
41. 2015 — Маргарита Назарова —  директор цирку
42. 2016 — Сімейні обставини —  Веніамін Олегович, батько Маргарити
43. 2017 — За п'ять хвилин до січня —  Василь Миколайович
44. 2018 — Жінки проти чоловіків: Кримські канікули

## Виконання пісень в фільмах
- 1970 — Місто першого кохання
- 1975 — Зірка привабливого щастя — виконання пісень Булата Окуджави
- 1976 — Мама — виконання пісень Рисі (роль Валентина Манохина)
- 1979 — Канікули Кроша — виконання «Песни о московском муравье»
- 1995 — Ширлі-мирлі — виконання пісні Романа Алмазова (роль Валерія Гаркаліна)

## Озвучування мультфільмів
- 1980 — Піф-паф, ой-ой-ой! — Піф-Паф
- 2010 — Гидке каченя — Дикий гусак

## Дискографія
1. 1994 — «Соседи по городу»
2. 1995 — «Прогулка с другом»
3. 1995 — «Диалог — 30 лет»
4. 1996 — «Оранжевый кот»
5. 1998 — «Русский платит за всё!»
6. 2000 — «Избранное. Кавалергарды»
7. 2000 — «… по Качану»
8. 2001 — «Бегемот и Ко»
9. 2002 — «Муму и адвокат»
10. 2003 — «Наши барды. Том 3»
11. 2003 — «Задорнизмы и Качанушки»
12. 2005 — «У открытого окна» (только музыка)
13. 2006 — «Времена города»
14. 2008 — MP3 Коллекция (CD1 и CD2)
15. 2009 — «Столик на одного»
16. 2009 — «Это было недавно…»

## Звання
- Заслужений артист Російської Федерації (1996)[9]
- Народний артист Російської Федерації (2004)
- Почесна грамота Президента Російської Федерації (2018)[10]